# Autostrada A352 (Niemcy)
Autostrada A352 (niem. Bundesautobahn 352 (BAB 352), także niem. Autobahn 352 (A 352)) – autostrada federalna w Niemczech przebiegająca z północy na południe i łączy autostradę A7 z autostradą A2 na północ od Hanoweru w Dolnej Saksonii.
A352 zwana jest również Eckverbindung Hannover i Westtangente Hannover.

## Historia
W I połowie lat 70. oddano do użytku odcinek łączący autostradę A7 z Kaltenweide, w 1980 roku autostrada była przejezdna na całej długości i posiadała oznaczenie A352.